# Ноам Чомски
Аврам Ноам Чомски (енгл. Avram Noam Chomsky; Филаделфија, 7. децембар 1928) је амерички лингвиста, филозоф, писац, професор универзитета и дисидент. Чомски је данас најутицајнији критички мислилац у свету, чије поље деловања и интересовања обухвата лингвистику, информационе технологије, идеологију, савремено друштво, политички систем, образовање и низ других са овим феноменима повезаних тема. Чомски је професор лингвистике на Масачусетском институту за технологију. Заслужан је за развој теорије о генеративној граматици, која се сматра највећим доприносом лингвистици направљеним у 20. веку. Критичким разматрањем Скинеровог „Вербалног понашања“, у коме је оспоравао бихевиористички приступ проучавању ума и језика који доминира у току 1950-их година, посебно је допринео развоју когнитивне револуције. Чомски је члан савета Новог Пламена, левичарског часописа на подручју бивше Југославије.
Његов натуралистички приступ проучавању језика имао је посебно утицаја на филозофију језика и ума. Утврдио је своју хијерархију и класификацију формалних језика на основу њихове генеративне моћи.
Према „Индексу цитата у уметностима и хуманистичким наукама“ из 1992. године, Чомски је у периоду од 1980. до 1992. године био највише цитиран живи научник, и осми најцитиранији научник уопште.
Откако је започео своју критику Вијетнамског рата Чомски је постао надалеко познат, посебно интернационално, по својој критици медија и политике, и то више него по лингвистичким теоријама. Чомски је широко познат и као политички активиста и критичар спољне политике САД и других влада. Чомски описује себе као либералног социјалисту и симпатизера анархосиндикализма (члан је организације „Индустријски радници света“, IWW.)
Ноам Чомски је инострани члан Српске академије науке и уметности у Одељењу друштвених наука.
У својој књизи „Нови милитаристички хуманизам“ оштро критикује бомбардовање Југославије, јер је било у супротности са међународним правом и указује на то да је хуманитарна трагедија на Косову почела тек после почетка бомбардовања.

## Биографија
Чомски је рођен у Филаделфији, Пенсилванија. Отац му је био Вилијем Чомски, јеврејски научник и члан „Индустријских радника света“ који је потицао из Украјине. Био је професор хебрејског језика, а објавио је школско издање Средњовековне хебрејске граматике. Његова мајка, Елзи Чомски, је дошла из данашње Белорусије, али на несрећу њеног мужа, она је одрасла у САД и говорила је „једноставни њујоршки енглески“. Њен први језик био је јидиш, али Чомски каже да је у његовој породици тај језик био табу, забрањена тема.
Он описује своју породицу у некој врсти „јеврејског гета“, на расцепу између традиција јидиша и хебрејског језика говорећи да је под утицајем породице био уроњен у хебрејску културу и литературу.
Чомски посебно описује тензије које је лично доживео са ирским католицима и антисемитама средином тридесетих година 20. века. Он каже:
Не волим да причам о томе, али сам одрастао са утробним страхом од католика. Знао сам да је тај страх био ирационалан и превазишао сам га, али то је једноставно потицало из мог личног искуства са улице.
Чомски памти свој први чланак који је написао када је имао десет година о претњама ширења фашизма, праћеним падом Барселоне у Шпанском грађанском рату. Од дванаесте или тринаесте године он се потпуније поистоветио са анархистичком политиком.
Када је завршио Централну високу школу у Филаделфији (у 184. класи), 1945, Чомски је започео студије филозофије и лингвистике на Универзитету у Пенсилванији учећи од филозофа Веста Черчмена (West Churchman) и Нелсона Гудмена (Nelson Goodman) и лингвисте Зелига Хериса (Zellig Harris). Херисове лекције укључивале су и његово откриће трансформација као математичке анализе структуре језика. Чомски је за време студија кориговао Херисове „Методе у структуралној лингвистици“. Ово учење касније је реинтерпретирао као операције предузете за настанак контекстно слободне граматике (изведене из Постпродуктивних система). Херисови политички погледи били су основа за формирање свих Чомскијевих.
Године 1951. прихватио је номинацију од стране Гудмена као млађи његов пратилац на Универзитету Харвард.
Године 1953. Чомски путује у Европу. Одлучио је да његов покушај да формулише структуралну лингвистику не би успео зато што је језик апстрактни генеративни феномен. Од 1955. напушта Универзитет на Харварду и почиње да предаје на Институту за технологију у Масачусетсу наредних 19 година. Ноам се оженио лингвисткињом Керол Шец (Carol Schatz) и имају две кћерке: Авиву (1957) и Дајан (1960) и сина Херија (1967).
Први пут је објавио своје апстрактне анализе о језику 1955. године у књизи „Синтаксичке структуре“, његовом можда најбољем делу у лингвистици. Године 1961. је био именован као професор на Катедри за модерне језике и лингвистику (сада је то Катедра за лингвистику и филозофију). Чомски је у овом периоду био много више ангажован у политици, постао је један од водећих критичара Вијетнамског рата, објавио је и есеј поводом тога „Одговорност интелектуалаца“ 1967. Од тада је постао најпознатији по својим политичким гледиштима, политичким говорима широм света и написаним бројним књигама. Његова далекосежна критика спољне политике САД направила је од њега контроверзну личност.
Чомски је у прошлости примио смртне претње због критике спољне политике САД. Био је на листи Теодора Кацинског одређен као мета, па је у периоду када је Кацински био моћан, Чомски морао да проверава сву своју пошту, јер је бринуо због могућег подметања експлозива. Чомски тврди да понекад добија тајну полицијску заштиту кад је у дворишту Института за Технологију у Масачусетсу, иако се он сам не слаже са полицијском заштитом.
Упркос својој критичности, Чомски је наставио и даље да живи у САД, зато што и даље верује да је то „највећа држава на свету“. Овај коментар је касније објаснио говорећи „Процењивање земље је бесмислено и ја никад не бих користио такве речи, али то је један од америчких успеха, посебно на подручју слободног говора, што је постигнуто после вишевековне борбе, чему се треба дивити“. Чомски је потврдио ову критику схватајући то више као врлину:
Ја сам рођени говорник и волим то као опредељење... Сумњам да су људи привучени тиме шта је нека особа... Људи су заинтересовани за начин излагања мишљења, зато што им је то важно. Ми не желимо да будемо пољуљани површним говором, емоцијама и слично.

## Допринос лингвистици
„Синтаксичке структуре“ биле су у ствари обрада његове књиге „Логична структура лингвистичке теорије“ (1955,75) у коју уводи трансформациону граматику. Теорија укључује изговор и има синтаксу коју описује формална граматика, а контекстно слободна граматика је проширена трансформационим правилима. Деца имају урођено знање основне граматичке структуре коју поседују сви људски језици. Ово урођено знање се често назива универзална граматика. У супротности је с тиме да за формирање знања језика користимо формалну граматику: са утврђеним низом граматичких правила и ограниченим бројем речи, људи су способни да произведу неограничен број реченица.
„Принципи и параметри“ које је Чомски проширио у својим предавањима у Пизи 1979, касније је објављено као „Предавања о влади и везивању“ и строго захтева употребу универзалне граматике и граматичких принципа наглашавајући да су језици урођени и непроменљиви, а разлике између већине светских језика могу бити окарактерисане термином „параметар“смештеном у мозгу (такав је „prodrop“ параметар који показује да се нпр. у енглеском увек захтева субјекат, док у шпанском може бити изостављен). У овом погледу, детету су, да научи језик потребна лексичка обележја (речи, граматичке морфеме и идиоми) и да детерминише усвојене системе параметара који могу бити базирани у неколико кључних примера. Брзина којом деца уче језик је невероватно велика, ако имају урођену способност да уче језик. Сличне кораке при учењу језика предузимају деца широм света, чињеница је да праве и карактеристичне грешке.
Године 1994. Чомски је формулисао „Минималистички програм“ у намери да поједностави симболички приказ језика. Чомскијеве идеје имале су снажан утицај на истраживаче који су истраживали усвајање језика код деце, док неки истраживачи који раде у овој области не подржавају Чомскијеве теорије.

### Генеративна граматика
Чомскијев приступ синтакси, укључујући генеративну граматику, проучава граматику као знање које поседују особе које говоре неки језик. Још од 1960. Чомски тврди да је већина нашег знања урођена и да деца треба да науче само одређена обележја матерњег језика. Урођено лингвистичко знање се назива универзална граматика.
Из Чомскијеве перспективе најјачи доказ за постојање Универзалне граматике је чињеница да деца успешно усвајају матерњи језик за кратко време. Чомскијеве теорије су популарне посебно у САД. Критике су долазиле из различитих праваца.
Лингвисти, присталице Чомског ослањају се на интуицију говорника на основу које могу да препознају правилну структуру реченице. Стотине различитих језика придаје значаја литератури генеративне граматике, постојале су тенденције да се утврде захтеви Универзалне граматике који су прихваћени код малог броја језика.
Неки психолози и психолингвисти, иако симпатизери Чомскијевог програма, нису се слагали са тим што Чомскијеви лингвисти не обраћају довољно пажње на податке из експеримената изведених при процесирању језика, а резултат тога је да њихове теорије нису психолошки веродостојне. Много радикалнија критика поставља питање да ли је неопходно поседовање Универзалне граматике да би се објаснило усвајање језика код детета. Било је доста неслагања што се тиче генеративне граматике, на крају се чак водио „Лингвистички рат“ од 1960. до 1970. када се генеративно семантичко померање нашло у опозицији са Чомским. Данас можемо видети граматички оквирне радове као што су „Headdriven“ фразне структурне граматике, лексичка функционална граматика, комбинаторна категоријална граматика у потпуности су Чомскијевски оријентисани.

### Хијерархија Чомског
Чомски је познат по проучавању разних врста формалних језика који могу да садрже кључ особина људског језика. Његова хијерархија подела формалних граматика у врсте или групе са све више израженом моћи, свака успешна врста може да ствара широки скуп формалних језика. Интересантно је то да је Чомски доказивао да обликовање неких аспеката људског језика захтева сложенију формалну граматику (као она што је одмерена његовом хијерархијом) за разлику од других обликовања. На пример, регуларни језик је довољно моћан да обликује морфологију енглеског језика, али није довољно моћан да обликује њену синтаксу. Као додатак тога да буде релевантан у лингвистици, хијерархија Чомског је постала битна у рачунарству (посебно у конструкцији компилатора и теорији аутомата). Његово најпознатије дело из фонологије је „Звучни образац енглеског језика“ којег је писао са Морисом Халом. Иако је било веома утицајно у своје време, дело је разматрано као старомодно, застарело (иако је недавно поново штампано) и стога Чомски није више ништа издавао у фонологији.
| Теорија аутомата: формални језици и формалне граматике |                                       |                                       |                            |
| Хијерархија Чомског                                    | Граматике                             | Језици                                | Минимални аутомат          |
| Врста 0                                                | Неограничен                           | Рекурзивно набројиви                  | Турингова машина           |
|                                                        | нема опште име                        | Рекурзивни                            | Децидер                    |
| Врста 1                                                | Осетљиви на контекст                  | Осетљиви на контекст                  | Линеаран ограничен         |
|                                                        | Индексиран                            | Индексиран                            | Угнежђени слог             |
| Врста 2                                                | Слободна од контекста                 | Слободан од контекста                 | Недетерминистички pushdown |
|                                                        | Детерминистичка слободна од контекста | Детерминистичка слободна од контекста | Детерминистички pushdown   |
| Врста 3                                                | Регуларна                             | Регуларан                             | Ограничен                  |

Свака категорија граматике или језика је прави подскуп категорије директно изнад ње.

## Доприноси психологији
Рад Чомског у лингвистици је остварио велики утицај на модерну психологију. За Чомског, лингвистика је грана когнитивне психологије; истински, прави увид у лингвистику подразумева пратеће разумевање аспеката менталне обраде и људске природе. Његова теорија универзалне граматике су многи видели као директан изазов тренутно важећим бихевиористичким теоријама. Такође, његов рад има велике последице на разумевање како деца уче и шта заиста представља способност коришћења језика.
Чомски је 1959. публиковао утицајну критику дела „Вербално понашање“ Бархус Фредерик Скинера. Б. Ф. Скинер је у књизи дао спекулативно објашњење језика у функционалним, бихевиористичким терминима. Термин „вербално понашање“ је дефинисао као научено понашање које има своје карактеристичне последице, задобијене кроз учење понашања других, чиме је створен много шири поглед на комуникативно понашање од оног уобичајеног којим се баве лингвисти. Скинеров приступ је фокусиран на околности у којима се језик коришћен; на пример, тражити воду је функционално другачији одговор од означавања да је нешто вода итд. Овако функционално различите врсте одговора, које захтевају у повратку одвојена објашњења, су дијаметрално супротне традиционалном мишљењу о језику и психолингвистичком приступу Чомског. Чомски је сматрао да функционалистичко објашњење ограничавајући себе на питања комуникативног чина игнорише важна питања. (Чомски, „Језик и мишљење“ 1968). Он се фокусирао на питања која се тичу операција и развоја урођене структуре за синтаксу која је способна да стваралачки организује, окупља, прилагођава и комбинује речи и фразе у разумљиве исказе.
У расправи Чомски је нагласио да научна примена бихевиористичког принципа при испитивању животиња има велике недостатке у објашњавању адекватности и да је чак више делимично површна као приказ људског вербалног понашања зато што теорија ограничавајући се на спољашње услове, на „што је научено“, не може адекватно да се примени на генеративну граматику. Чомски се ослонио на примере брзог учења језика код деце, укључујући њихово брзо развијање способности склапања проширених и сложених реченица и универзално креативно коришћење при употреби матерњег језика да би назначио начин којима Скинеров поглед објашњава примером пододредбе теорије помоћу доказа. Он је тврдио да се за схватање људског говорног понашања као што су креативни аспекти употребе језика и развој језика, најпре мора узети као постулат генетички лингвистички допринос. Претпоставка да важни аспекти језика су исход универзалне урођене способности одвија се супротно Скинеровом радикалном бихевиоризму.
Чомскијева ревизија Скинерове теорије из 1959. године је за последицу имао више оштрих критика, а најпознатија критика је била Кенета МакКоркводала, објављена у расправи „О Чомскијевој ревизији Скинеровог Вербалног понашања“ из 1970. године. Ову критику је касније појачао и проширио у раду Нејтана Стемера 1990. Ова и сличне критике успоставиле су нека гледишта која се не признају изван оквира бихевиористичке психологије, као на пример она да Чомски није поседовао адекватно разумевање било бихевиоралне психологије уопште, као ни разлике између Скинерове теорије и других варијација те у складу са тим и тврдње да је Чомски начинио неколико озбиљних грешака.
Тврђено је да Чомскијевска критика Скинерове методологије и основне претпоставке су утрле пут за „когнитивну револуцију“, прелаз са бихевиоризма на когнитивизам у америчкој психологији између педесетих и седамдесетих година двадесетог века. У његовом делу „Картезијска лингвистика“ из 1966. године и наредна дела, Чомски је истакао објашњење људске језичке способности која је постала модел проучавања у неким областима психологије. Доста тога пд данашњих претпоставка начина рада ума потичу директно из идеја које је изнео Чомски као првог аутора модерног доба.
Постоје три кључне идеје. Прва је да је мишљење „когнитивно“ или да мишљење заправо садржи ментална стања, уверења, сумње и сл. Друга, он тврди да већина важних особина језика и мишљења су урођене. Учење и развој језика су резултат развијања урођених склоности које је изазвано искуственим уносним подацима спољашње околине. Веза између људске урођене склоности ка језику и наслеђу је била срж дебате супротстављања Ноама Чомског и Жана Пијажеа. Иако је веза између генетичке структуре људи и склоности ка језику била такође наговештена у то време и у другим дискусијама, још увек смо далеко од разумевања генетских основа људског језика. Дело изведено из модела селективног учвршћивања синапси остварено од стране Жан Пјера Шонжеа, Филипа Курежа и Антоана Даншина које недавно усавршено експериментално и теоретски од стране Жака Мелера и Станисласа Диена, посебно у области нумеричке когниције је посудило помоћ Чомском „нативизму“. То, међутим, не даје кључ о врсти правила која уређују неуронско повезивање да би омогућило језичку способност. Наредни психолози да би проширили ову генералну „нативистичку“ научну поставку преко језика. На крају, Чомски је направио концепт о „модуларности“ критичну особину сазнајне изградње мишљења. Мишљење је састављено од поља конверзације, специјализован подсистем са ограниченим током међукомуникације. Овај модел се драстично разликује од старих идеја пошто сваки део информације у мишљењу може бити коришћен од стране било ког когнитивног процеса (на пример, оптичке илузије не могу бити „искључене“ чак и ако се зна да су илузије).

## Поглед на критику научне културе
Чомски се не слаже са постструктуралистичким и постмодерним критикама науке:
Провео сам већину живота радећи на питањима као што су ова, користећи једине методе које сам знао, те осуђене као што су „наука“, „разборитост“, „логика“ и тд. Ја сам према томе читао писмене радове са надом да ће ми помоћи да „ превазиђем“ ова ограничења или можда да препоруче потпуно различит правац. Бојим се да сам био разочаран. Можда је ово моје сопствено ограничење. Редовно „моје очи заблистају“ када читам многосложан говор на теме постструктурализама и постмодернизма; оно што разумем је углавном очевидност или грешка, али то је само делић укупног броја речи. Уистину, постоје многе друге ствари које не разумем, на пример: чланке у данашњим издањима математичких физичких новина. Али постоји разлика. У крајњем случају, знам како да их разумем, у случајевима који ме посебно занимају; и ја такође знам да људи у овим областима могу да ми објасне контекст на мом нивоу. Супротно овом изгледа да нико није способан да ми објасни најновије накнадно „ово и оно (већини случајева) је друго, а не очигледност, грешка или брбљање. Тако да ја не знам како да пођем даље.
Чомски верује да је наука добар начин да се почне историја и разумеју људски послови: 
Мислим да студирање науке је добар начин да се стигне до области као што је историја. Разлог је што ти учиш шта докази значе, учиш што је очигледност, учиш шта и кад има смисла као претпоставка, шта ће бити убедљиво. Ти анализираш начине разумног истраживања, који су много боље успешни у науци него било где друго. На другој страни, примењивање теорије релативитета на историју неће те нигде довести. Дакле то је начин мишљења.
Чомски је тумачио критике „беле мушке науке“ изјављујући да су оне много више антисемитске и да су политички мотивисани напади на „јеврејску физику“ коју су користили нацисти да оклеветају истраживања изведена од стране јеврејских научника током немачког физичког покрета Дојч физик (Deutche physik):
У ствари, цела идеја „беле мушке науке“ подсећа ме, бојим се, на „јеврејску физику“. Можда је то друга моја неадекватност, али кад читам научне радове, не могу да кажем да ли је антар белац или мушка особа. Ја донекле сумњам да би небелци, немушки студенти, пријатељи и колеге с којим радим били би више импресионирани са учењем кад им се њихово мишљење и разумевање разликује од „беле мушке науке“ због њихове „културе“ или пола или расе. Сумњам да би „изненађење“ било одговарајућа реч за њихову реакцију.

## Утицај Чомског у другим областима
Чомскијевски обрасци су били коришћени као теоријске основе у неколико других поља. Хијерархија Чомског проучава се у основним рачунарским научним курсевима, јер даје увид у различите врсте формалних језика. Ова хијерархија такође може бити разматрана у математичким изразима и изазива пажњу међу математичарима, посебно међу комбинаторичарима. Многи докази у области еволуционе психологије изведени су из његових резултата истраживања.
Добитник Нобелове награде из 1984. године за медицину и психологију, Нилс К. Џерн, користио је генеративни модел Чомског да објасни људски имунски систем, изједначавањем „компоненти генеративне граматике ... са разним особинама протеинских структура“. Наслов Џерновог стокхолмског Нобеловог предавања је био „Генеративна граматика имунског система“.
Ним Чимпски, шимпанза која је била субјекат у истраживању усвајања језика код животиња на Универзитету Колумбија, је називана по Чомском, због његовог виђења да је усвајање језика јединствена људска особина.

## Политичка гледишта
Чомски је био ангажован у политичком активизму током његовог целог пунолетног живота и изражавао је мишљење о политици и светским догађајима који су били широко навођени, публиковани и разматрани. Чомски је редом осуђиван да су његови погледи они које моћни не желе да чују и из овог разлога је сматран америчким политичким отпадником. Ово су његови карактеристични погледи:
- Моћ је увек нелегитимна осим ако се докаже као легитимна. Власт носи бреме доказа. Ако не може бити доказана, треба да се склони. Власт која ставља неке изнад других је незаконита под претпоставком сличном као што је употреба силе од стране нације.
- Не постоји велика разлика између робовања и издавања себе власнику што он назива „ропством наднице“. Он ово осећа као напад на лични интегритет који уништава и нарушава нашу слободу. Он сматра да они што раде у фабрикама требало би њима и да управљају.
- Веома строга критика спољашње политике САД. Посебно, изјавио је да осећа двоструке стандарде владе САД, који резултују масовним кршењем људских права. Чомски је доказивао да док САД могу пропагирају демократију и слободу за све, САД има историју промоције, потпомагања и савезништва са недемократским и репресивним организацијама и државама.
- Он је доказивао да масовни медији у САД широко служе као део пропаганде САД владе и корпорација, са три стране широко испреплетане кроз заједничке интересе. У познатој напомени Волтеру Липману, Едвард С. Херман и Чомски су рекли да амерички медији производе пристанак међу публиком.
- Био је противник глобалног рата САД против дроге, тврдећи да његов језик обмањује и упућује на „рат против одређених дрога“. Он се залаже за образовање и превенцију у спорном питању, насупрот војне и полицијске делатности.

Унутрашња политика САД у погледу дрога не остварује своје прокламоване циљеве и њени творци су врло свесни тога. Ако није усмерена на смањење употребе супстанци, на шта је усмерена? Потпуно је јасно, из савремених збивања и историјских записа, да су те супстанце биле криминализоване када су повезане са такозваним опасним класама, тако да је криминализација извесних супстанци техника друштвене контроле.
- Критичан према америчком капиталистичком систему и великом бизнису, он описује себе као слободног социјалисту који саосећа са анархосиндикализмом и веома је критичан по лењинистичке гране социјализма. Он такође верује да вредности слободног социјалисте објашњавају национално и морално постојано проширивање оригиналних, нереконструисаних, класичних, либералних и радикалних хуманистичких идеја на индустријски контекст. Посебно он верује у високо организовано друштво засновано на демократској контроли заједница и радних места. Он верује да радикалне хуманистичке идеје његових двеју основних моћи, Бертранда Расела и Џона Дјуија, су биле укорењене у просветитељству и класичном либерализму и задржале њихову особину револуционара. Он подржава погледе који могу бити сажети као антиратни, али не строго пацифистички. Он је значајно био против Вијетнамског рата и многих других ратова у свом животу. Међутим, установио је да учешће САД у Другом светском рату је вероватно било оправдано, са ризиком да пожељан исход буде крај или да спречи рат кроз ранију демократију. Посебно верује да је бацање нуклеарне бомбе на Хирошиму и Нагасаки било „међу најужаснијим злочинима у историји“.[18]
- Имао је широке погледа на слободу говора, посебно у масовним медијима; противио се цензури и одбијао да предузме законске кораке против оних који су га можда оклеветали.

Чомски је учестало изјављивао да не постоји веза између његовог рада у лингвистици и његових политичких погледа и он је критичар идеје да стручна расправа о политичким темама захтева знање на академским пољима. У интервјуу из 1969. рекао је да што се тиче везе између његове политике и рада у лингвистици: 
Још увек осећам у себи да постоји нека врста безначајне везе. Не бих желео да претерујем али сматрам да то нешто мени значи најмање. Мислим да било чије политичке идеје или њихове идеје социјалне организације морају бити укорењене коначно у неком концепту људске природе и људских потреба.
Двадесетог септембра 2006. венецуелански председник Хуго Чавез препоручио је књигу Чомског под насловом „Вођство или опстанак: Америчко трагање за глобалном надмоћи“ током његовог говора на Генералној скупштини Уједињених нација. Чавез је изјавио да је то добра књига за читање зато што показује зашто је Америка највећа опасност за светски мир, што је проузроковало дуготрајни аплауз од већине на том састанку. Сарађивао је и са филозофом Иваном Вучковићем са којим је урадио и један краћи интервју а затим је и подржао борбу за очување филозофије у средњим школама у Србији.

## Критике политичке делатности Ноама Чомског
Упркос његовом јеврејском наслеђу Чомски је био оптужен за антисемитизам у вези са његовом умешаношћу у аферу Форисон. Насловна страна једног магазина је навела као доказ Чомскијевског антисемитизма његову изјаву 2002. године палестинској солидарној групи која је трајала током његовог живота, Јевреји у Уједињеним нацијама су предложени од угњетаване мањине до привилегованих и утицајних. Као одговоран на ову оптужбу Чомски је жалио због тога шта је описао као тежњу десног крила Јевреја да означи критику, а израелској политици као антисемитској што се тиче тужбе у вези са Форисон афером, он је доказивао да су они били ограничени правом на одбрану слободног објашњења некога који се не слаже, и та критика је према томе изложена овој ограниченој одбрани различитим интерпретацијама. Чомскијевска критика нарочито потврђује да се Чомскијевска одбрана креће преко одбране његовог слободног говора до одбране његовог карактера, професионалног статуса и законите стипендије његовог рада. Чомски је одговорио на оптужбе „да су закључци о афери Форисон супротни погледима које подржава и које често исказује у штампи (на пример, у књизи „Мир на Средњем истоку“, где описује холокауст као најфанатичнији наступ колективног лудила у људској историји“).
У касним 1970им годинама оптужен је као апологета Црвених Кмера, када су он и Едвард Херман изнели оптужбу да су извештаји о камбоџанском геноциду, познатом и као „Поља смрти“, објављени у западним медијима били антикомунистичка пропаганда.
Изјављивао је више пута како се људи могу са правом противити његовом раду на Масачусетском институту за технологију који је највећи непрофитабилни војни предузимач САД и 12. војни предузимач уопште. Чомски је тврдио да је било немогуће у то време за Институт и његове истраживаче да покидају везе са војноиндустријским комплексом и да настави да несметано функционише. И данас, он стоји на становишту које је изнео тада: „универзитети са одсецима који раде на ратовању бактеријама требало би да раде отворено, отварањем одсека за смрт. Његова намера је била да обавести обично становништво о томе шта се дешава, тако да индивидуе могу да донесу несметану одлуку о свом даљем понашању“.

## Академски успеси, награде и почасти
У пролеће 1969 год. он је држао предавања о Џону Локу на Оксфордском Универзитету; у јануару 1970. године држао је меморијална предавања о Бертранду Раселу на Кембриџском Универзитету; 1972. године у Њу Делхију Меморијално предавање о Нехруу; 1977. године предавање о Хајзингу у Лајдену; 1988. године предавање Масеја на Универзитету Торонта под насловом „Неопходна илузија: смишљена контрола у демократском друштву“; 1977 год. меморијално предавање Дејвија у Кејп Тауну, о академској слободи, поред многих других.
Ноам Чомски је примио многе почасне дипломе од најпрестижнијих универзитета широм света. Члан је многих професионалних и научних друштава у САД и у другим земљама. Чомски је изгласан за водећег живог јавног интелектуалца у 2005. године глобалном гласању интелектуалаца којем је управљао британски магазин „Проспект“. Он је реаговао, говорећи „Не обраћам много пажње на гласања“. На листи коју је саставио магазин „Нови политички лидер“ 2006. Чомски је изгласан као седми на листи „Хероја нашег времена“.

## Његов рад
1955. године је у Масачусетсу на Институту за Технологију развио своју теорију о генеративној граматици која је резултовала научним проучавањем језика. Први пут је објавио своје апстрактне анализе о језику 1955. године у својој докторској дисертацији, а после тога 1957. године у књизи „Синтаксичке структуре“.
Чомски као основу проучавања језика не узима глас као остали лингвисти него просту реченицу, и од те основе развија своје аргументе да се безбројним синтаксичким комбинацијама могу стварати на основу значења сложени низови правила. Рад на генеративној граматици развио је код њега интересовање и за модерну логику и математику. Тако су трансформациони или генеративни лингвисти имали утицај и на психолингвистику а нарочито на проучавање језика деце. 1994. године Чомски је формулисао „Минималистички програм“ у намери да поједностави симболички приказ језика.
Поред лингвистике од 1965. године Чомски је постао један од водећих критичара америчке спољне политике почевши од Вијетнама па све до америчке инвазије на Ирак. У својој књизи „Нови милитаристички хуманизам“ оштро критикује бомбардовање Југославије јер је била у супротности са Међународним правом и указује на то да је хуманитарна трагедија на Косову, у ствари почела тек после почетка бомбардовања. А у свом контроверзном бестселеру „09.11“ у којем анализира напад на Светски трговински центар у Њујорку Сједињене Америчке Државе назива водећом терористичком земљом.

## Остала важнија дела
- 1968. — Гласовни модели у енглеском
- 1972. — Језик и ум
- 1972. - Студије о семантичкој и генеративној граматици
- 1986. — Знање о језику
- 1974. — Мир на Средњем истоку?
- 1969. — Америчка моћ и Нови мандарини
- 1998. — Профит над људима
- 2000. — Лупешка држава